# William Vincent Wallace
William Vincent Wallace (Waterford, 11 marzo 1812 – Château de Haget, 12 ottobre 1865) è stato un compositore e musicista irlandese naturalizzato statunitense.

## Biografia

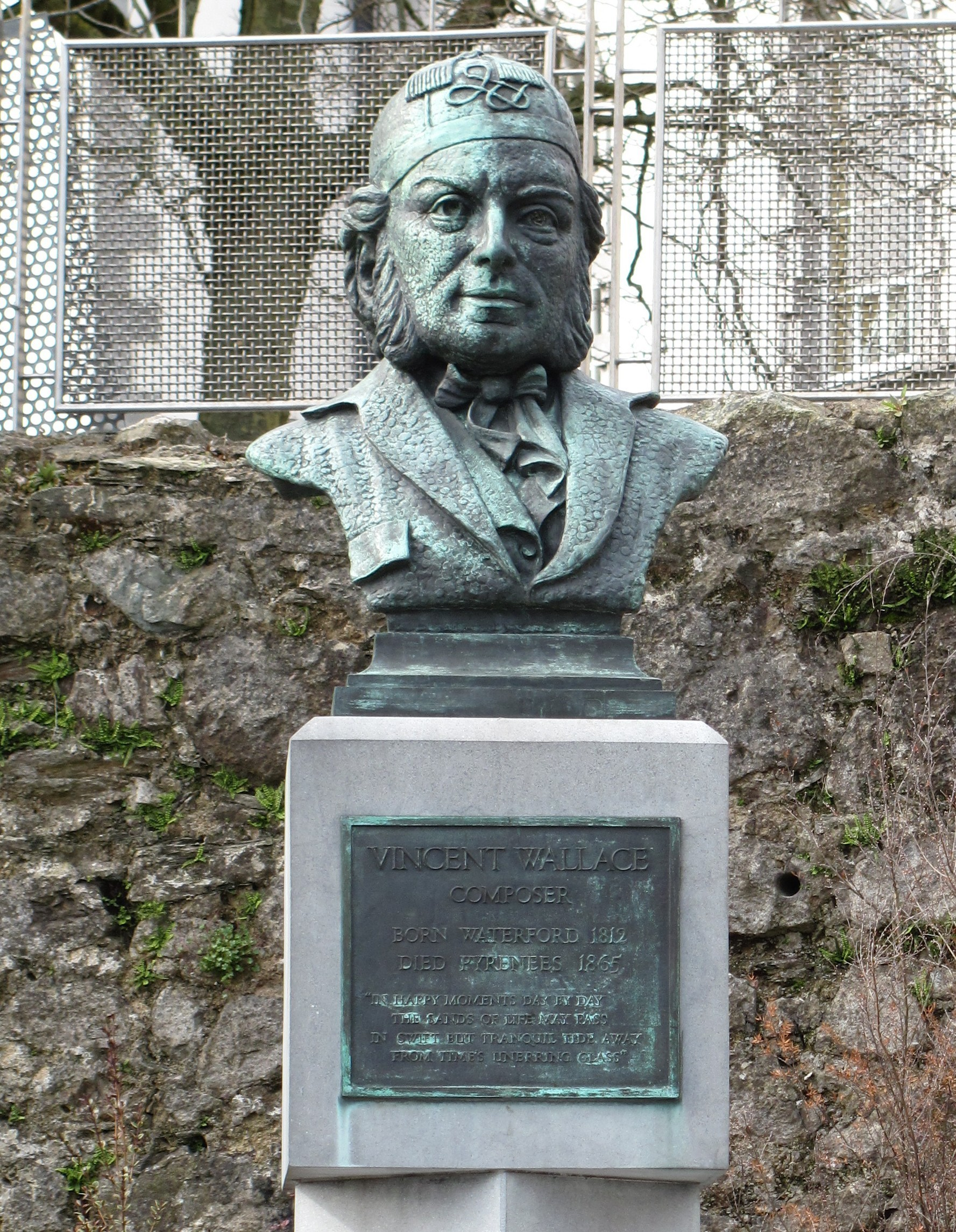
Busto di William Vincent Wallace posto davanti al Theatre Royal di Waterford

William Wallace nacque in una famiglia di modesti musicisti di origine scozzese: suo padre, suonatore di fagotto, era direttore di una banda militare. Da bambino Wallace imparò a suonare diversi strumenti, fra cui l'organo, il pianoforte e il violino, sotto la guida di suo padre e di uno zio. Inoltre fin da giovane età cominciò a comporre musica per orchestre e bande musicali irlandesi.
All'età di 18 anni (1830) era organista presso la chiesa parrocchiale di Thurles e insegnava pianoforte presso un collegio delle Orsoline. Si innamorò di una sua allieva, Isabella Kelly, il cui padre acconsentì al matrimonio a condizione che Wallace abbracciare la religione cattolica e prendesse il nome di Vincent. Debuttò a Dublino nel 1834 come violinista in un'orchestra. Nel 1835 emigrò in Australia con la moglie, il figlioletto, la cognata Elisabeth (soprano) e il fratello Wellington (flautista). La famiglia aprì la prima scuola di musica australiana a Sydney (1836); ma Wallace si dedicò anche ad altre attività fra cui l'importazione di strumenti musicali e l'allevamento delle pecore. Si separò inoltre dalla moglie e, con l'aiuto del governatore Sir Richard Bourke, intraprese un'attività itinerante di musicista che lo portò nel 1841 negli Stati Uniti dopo aver viaggiato per l'India, il Sud America e il Messico. A New York partecipò alla fondazione della New York Philharmonic.
Nel 1845 ritornò nel Regno Unito; fece numerosi concerti come pianista e nel novembre dello stesso anno fu rappresentata al Drury Lane la sua prima opera, Maritana. L'opera ebbe successo e l'anno successivo fu rappresentata a Dublino e a Philadelphia; più tardi New York, Edimburgo (nel 1847), Vienna (nel 1848) e nel resto d'Europa. In breve tempo compose altre cinque opere liriche e numerose composizioni per pianoforte. Nel 1850 Wallace, che aveva sposato a New York la pianista americana Helen Stoepel, ottenne cittadino statunitense. Negli ultimi anni, tuttavia, cominciò a perdere la vista e morì mentre si trovava in tournée nella Francia Meridionale nel 1865, lasciando la vedova e due figli. È sepolto nel Kensal Green Cemetery a Londra.

## Opere liriche
- Maritana (1845)
- Matilde d'Ungheria (1847)
- Lurline (1860)
- La strega di Amber (1861)
- Il trionfo dell'amore (1862)
- Il fiore del deserto (1863)